# Margou (Piéla)
Pour les articles homonymes, voir Margou.
Margou est une localité située dans le département de Piéla de la province de la Gnagna dans la région Est au Burkina Faso.

## Géographie
Commune excentrée du département, Margou est située à 35 km à l'Est de Piéla ainsi qu'à 5 km au Nord-Ouest de Dipienga.

## Santé et éducation
Margou accueille un centre de santé et de promotion sociale (CSPS).